# ألفي بو
ألفريد جيوفاني رونكالي بو (من مواليد 29 سبتمبر 1973) هو مغني وممثل إنجليزي، يؤدي في المسرح الغنائي.  
اشتهر بأدائه ألفريد مثل جان فالجان في المسرحية الموسيقية البؤساء في مسرح كوينز في لندن، وحفل الذكرى الخامسة والعشرين ، وإحياء برودواي عام 2014 ، وحفل كل النجوم . لعب الدور الرئيسي في فيلم العثور على نيفرلاند في برودواي في 29 مارس 2016  بالإضافة إلى ذلك، شارك بو جائزة توني مع الأعضاء الآخرين في طاقم الممثلين لباز لورمان في عام 2002 لإحياء فيلم لا بوهيم في عام  حيث باع أكثر من مليون ألبوم في المملكة المتحدة. 

## أدوار مسرحية بارزة
| سنين)   | يعرض                                  | الدور (الأدوار) | ملحوظات                    |
| ------- | ------------------------------------- | --------------- | -------------------------- |
| 1999    | دون باسكوال                           | مرحبا           | جولة اسكتلندية             |
| 2002-03 | لا بوهيم                              | رودولفو         | برودواي                    |
| 2007    | <i id="mwAXI">قسمت</i>                | الخليفة         | الأوبرا الوطنية الإنجليزية |
| 2010    | البؤساء                               | جان فالجان      | نهاية الغرب                |
| 2010    | البؤساء                               | جان فالجان      | حفل الذكرى 25              |
| 2011    | لا بوهيم                              | رودولفو         | الأوبرا الوطنية الإنجليزية |
| 2011    | الميكادو                              | نانكي بو        | الأوبرا الوطنية الإنجليزية |
| 2011    | البؤساء                               | جان فالجان      | نهاية الغرب                |
| 2015-16 | البؤساء                               | جان فالجان      | برودواي                    |
| 2016    | <i id="mwAZw">العثور على نيفرلاند</i> | جي إم باري      | برودواي                    |
| 2017    | <i id="mwAaM">دائري</i>               | بيلي بيجلو      | نهاية الغرب                |
| 2019    | البؤساء                               | جان فالجان      | نهاية الغرب                |
| 2020    | البؤساء                               | جان فالجان      | نهاية الغرب                |

## تسجيلات منفردة
- Classic FM يقدم Alfie Boe (كلاسيك FM، 2006/أعيد إصداره مع صورة غلاف بديلة، Universal Music، 2008/أعيد إصداره بعنوان بديل صوت Alfie Boe كـ HMV حصريًا في Decca، المملكة المتحدة، فبراير 2011)
- فصاعدا (يحتوي القرص المضغوط الفعلي على 12 مسارًا - تتميز بعض إصدارات التنزيل بمسار إضافي "Where'er You Walk (من Semele )" - كلاسيكيات EMI، 2007)
- صلاة حية (تحرير الراديو)/ابق معي (كلاسيكيات EMI، 2007 – تنزيل منفرد)
- غريب في الجنة (يعيش على باركنسون)/ لن تمشي بمفردك أبدًا (كلاسيكيات EMI، 2007 – تنزيل منفرد)
- Live at Abbey Road – The Napster Sessions (يتضمن التنزيل الحصري لأربعة مسارات من Napster ثلاث أغنيات حية من "La Passione" وغلاف لفرقة البيتلز "Eleanor Rigby" - كلاسيكيات EMI، 2007)
- La Passione (يحتوي القرص المضغوط المادي على 15 مسارًا - تتميز بعض إصدارات التنزيل بمسار إضافي "Lolita". تم تسجيل مسار آخر "La Paloma" ولكن لم يتم إصداره. كلاسيكيات EMI، 2007)
- فرانز ليهار: الحب كان حلمًا (سجلات لين، 2009/أعيد إصداره باسم "الحب كان حلمًا" مع عمل فني جديد في ديكا، يوليو 2011)
- أحضره إلى المنزل (نسخة الاستوديو، تُنسب إلى فرقة فالجيان الرباعية – ألفي بو، سيمون بومان، جون أوين جونز وكولم ويلكنسون – كاميرون ماكينتوش المحدودة، 2010 – قرص مضغوط/تنزيل أغنية خيرية واحدة)
- أحضره إلى المنزل (يتضمن ثنائيات مع كيري إليس ومات لوكاس وشاكيرا وميلاني سي – تسجيلات ديكا، ديسمبر 2010)
- لن تمشي بمفردك أبدًا - يحتوي القرص المضغوط المجمع المكون من 16 أغنية على ستة أغانٍ غير مدرجة في ألبومات Boe المضغوطة المنفردة - أغنيتين من Eternal Light ، بالإضافة إلى "Where'er You Walk" و"Brindisi" و"Abide With Me" و"Where'er You Walk" و"Brindisi" و"Abide With Me". "فراتيلو سولي، سوريلا لونا". (كلاسيكيات EMI، 21 مارس 2011)
- إصدار Alfie UK – 15 مسارًا، يتضمن مسارات تضم مايكل بول وروبرت بلانت (تسجيلات ديكا، 31 أكتوبر 2011)
- نسخة Alfie الأمريكية – 15 مسارًا، تتضمن مسارات تضم Nick Jonas وRobert Plant. يستبدل الإصدار الأمريكي دويتو "Empty Chairs" من Michael Ball إلى Nick Jonas، ويحذف "Have Yourself A Merry Little Christmas" الذي تم استبداله بإصدار الاستوديو من "Bring Him Home". (سجلات ديكا، 5 يونيو 2012)
- نسخة Storyteller UK – 13 مسارًا (Decca Records، 12 نوفمبر 2012)
- إصدار تنزيل Storyteller UK - 16 مسارًا [يضيف "Always A Woman To Me"، و"I Can't Help Falling in Love With You (Secret Provesal Take)"، و"Bring Him Home (الإصدار المباشر)" بالإضافة إلى أربعة "تعليق على الأغنية" "مقاطع فيديو (Decca Records، 9 نوفمبر 2012 – Amazon.co.uk وiTunes UK]
- إصدار Storyteller UK Sainsbury's Entertainment - 15 مسارًا (يضيف "Wayfaring Stranger - Bonus Track - Live From Dallas"، و"Rank Strangers To Me - Bonus Track - Live From Dallas" (Decca Records، 12 نوفمبر)
- إصدار Storyteller US - 14 مسارًا يتضمن مسارًا إضافيًا حصريًا "Angel" (Decca Records، 6 أغسطس 2013)
- نسخة Trust UK – 12 مسارًا (Decca Records، 11 نوفمبر 2013)
- إصدار Trust US - 13 مسارًا - يضيف نسخة إضافية من "Danny Boy" (إصدار السيد Selfridge) (سجلات مانهاتن، 29 أبريل 2014)

### يظهر أيضًا على
- "يوهان شتراوس: Die Fledermaus - سونغ باللغة الإنجليزية - شركة D'Oyly Carte Opera Company، جون أوين إدواردز - موصل" (أول تسجيل استوديو لألفريد بو - قرصين مضغوطين، Sony Classics S2K 64573، 1995)
- الدليل المدمج لموسيقى البوب والسفر إلى الفضاء (تجربة كلينت بون! ويعرف أيضًا باسم CBX! - ظهور ضيف على مسارين: "موضوع المذنب رقم واحد" و"طريق واحد فقط يمكنني الذهاب إليه" - يُنسب إلى ألف بو: صوت الأوبرا - داهية السجلات، 1999)
- "جيلبرت وسوليفان: HMS Pinafore - الحوار الكامل وتسجيل الأغاني لطاقم D'Oyly Carte لعام 1999" (أداء دور رالف راكسترو، يُنسب إلى ألفريد بو - قرصين مضغوطين، TER، 2000 - أعيد إصداره عام 2008)
- الحياة في مرحلة انتقالية (تجربة كلينت بون! ويعرف أيضًا باسم CBX! - ظهور ضيف على أربعة مسارات: "هذا هو الصوت"، و"الحياة في مرحلة انتقالية"، و"17 وأكثر!" و"في الفوضى التي أرى" - تُنسب إلى ألف بو : صوت الأوبرا – تسجيلات فنية، 2000)
- "The Most Happy Fella - أول تسجيل كامل - طاقم الاستوديو" (مجموعة مكونة من ثلاثة أقراص مضغوطة - تظهر على ستة مسارات، تؤدي دور جوزيبي، يُنسب إلى ألفريد بو. تم التسجيل في 1997-1999 - JAY، 2000 - أعيد إصدارها على TER، 2010 )
- "Verdi: Aida – The 2002 Opera in English Recording" (مجموعة من قرصين مضغوطين - تظهر على مسارين في دور "A Messenger" - يُنسب إلى Alfred Boe - Chandos "Opera in English"، 2002)
- "لا بوهيم – تسجيل برودواي لعام 2002" (يُنسب إلى ألفريد بو – بازمارك لايف بي تي واي المحدودة، 2002)
- "Barry Banks Sings Bel Canto Arias" (ألفريد بو في دور ثنائي بيلاديس في "قصر الرعب! - آه، كيف يمكنني إخفاء النيران" من "إرميوني" لروسيني، تم تسجيلها في سبتمبر 2001 - "أوبرا شاندوس باللغة الإنجليزية"، 2004)
- "Sleigh Ride" (يظهر ألفريد بو على مسارين: ""Twas the Night Before Christmas" و"O Holy Night" - أوركسترا بوسطن بوبس - بقيادة كيث لوكهارت، كلاسيكيات أرتميس، 2004)
- "موسيقى Myleene's For Romance" (Myleene Klass - مجموعة مكونة من قرصين مضغوطين تحتوي على أغنية Alfie Boe التي لم يتم إصدارها سابقًا "Fratello Sole، Sorella Luna" كتبها دونوفان من فيلم Zeffirelli "Brother Sun، Sister Moon" - كلاسيكيات EMI، 2007)
- "إليزابيث مارفيللي" (يحتوي القرص المضغوط الأول الذي يحمل عنوانًا ذاتيًا على أغنية ألفي بو الثنائية على "غريب في الجنة" - EMI، 2007)
- هوارد جودال، الضوء الأبدي: قداس (عازف منفرد على أربعة مسارات، مع ناتاشا مارش؛ كريستوفر مالتمان ؛ جوقة كاتدرائية كنيسة المسيح، أكسفورد؛ لندن ميوسيسي ؛ وستيفن دارلينجتون؛ كلاسيكيات إي إم آي، 2008)
- "ناتاشا مارش" (قرص مضغوط يحمل عنوانًا ذاتيًا يضم دويتو ألفي بو على "برينديزي" (لا ترافياتا) – كلاسيكيات EMI، 2008)
- "فخر الأمة" (فرقة حرس كولدستريم، قرص مضغوط يضم ألفي بو على "القدس" (باري، آر. إيتون) - قرص مضغوط/قرص DVD + تنزيل Decca، 28 مارس 2011)
- "Downton Abbey" (الموسيقى الأصلية من المسلسل التلفزيوني - ألفي يغني مقطعين " إذا كنت الفتاة الوحيدة (في العالم) " و" Roses of Picardy ") - قرص مضغوط + تنزيل Decca، 19 سبتمبر 2011)
- "First Night" (الموسيقى التصويرية الأصلية للصور المتحركة - ألفي يغني "Un'aura amorosa"، دويتو "Volgi a me (Fra gli amplessi)" ويظهر على المسار الجماعي "Fortunato - Act II Finale"، وكلها من "Così fan" لموزارت tutte" - Sony Classical CD + تنزيل، 17 أكتوبر 2011)
- "استدعاء الأبطال" (فرقة HM Royal Marines - ألفي يغني "Over the Hills and Far Away" - قرص مضغوط Decca + تنزيل، 14 نوفمبر 2011)
- "رؤية واحدة" (ألفي بو وكيمبرلي والش يضم جوقة أصوات الموسيقى الشبابية - ديكا (UMO) المملكة المتحدة للتنزيل فقط، 11 مايو 2012)
- "Sing – EP" (غاري بارلو وفرقة الكومنولث الفذ. Alfie Boe & Military Wives - ألفي يغني في "Land of Hope and Glory" - Decca CD + تنزيل، 28 مايو 2012)
- الصفحة الرئيسية للعطلات الفذ. ألفي بو (قرص مضغوط لجوقة خيمة الاجتماع للمورمون + تنزيل + قرص DVD، 15 أكتوبر 2013) [6]

## ديسكغرافيا
ألبومات الاستوديو
- كلاسيك FM يقدم ألفي بو (2006)
- فصاعدا (2007)
- لا باسيوني (2007)
- فرانز ليهار: الحب كان حلما (2009)
- أحضره إلى المنزل (2010)
- ألفي (2011)
- راوي القصص (2012)
- الثقة (2013)
- سيريناتا (2014)
- مع مايكل بول (2016)
- معا مرة أخرى مع مايكل بول (2017)
- مع مرور الوقت (2018)
- العودة مع مايكل بول (2019)
- معا في عيد الميلاد مع مايكل بول (2020)
- معًا في فيغاس مع مايكل بول (2022)

البوم تجميع
- لن تمشي بمفردك أبدًا – المجموعة (2011)
- منفرد وبصرف النظر: مجموعة من الأغاني من ماضيهم مع مايكل بول (2017)

ألبومات الفيديو
- ألفي بو لايف – جولة إحضاره إلى المنزل (2012)

## جوائز و ترشيحات
| سنة  | جائزة                 | فئة | نتيجة         | Ref. |
| ---- | --------------------- | --- | ------------- | ---- |
| 2003 | جوائز توني            | توني الشرف للتميز في المسرح (فرقة لا بوهيم )\|style="background: #99FF99; color: black; vertical-align: middle; text-align: center; " class="yes table-yes2"\|فوز | [ 7 ]         |      |
| 2008 | جوائز بريت الكلاسيكية | style="background: #FFCCCC; color: black; vertical-align: middle; text-align: center; " class="no table-no2"\|رُشِّح                                                 | [ 8 ]         |      |
| 2008 | جوائز بريت الكلاسيكية | style="background: #FFCCCC; color: black; vertical-align: middle; text-align: center; " class="no table-no2"\|رُشِّح                                                 | [ 8 ]         |      |
| 2011 | جوائز المفتاح الفضي   | style="background: #99FF99; color: black; vertical-align: middle; text-align: center; " class="yes table-yes2"\|فوز                                               | [ 9 ]         |      |
| 2018 | جوائز بريت الكلاسيكية | style="background: #99FF99; color: black; vertical-align: middle; text-align: center; " class="yes table-yes2"\|فوز                                               | [ 10 ] [ 11 ] |      |
| 2018 | جوائز بريت الكلاسيكية | style="background: #99FF99; color: black; vertical-align: middle; text-align: center; " class="yes table-yes2"\|فوز                                               | [ 10 ] [ 11 ] |      |
| 2021 | جوائز جرامي           | style="background: #FFCCCC; color: black; vertical-align: middle; text-align: center; " class="no table-no2"\|رُشِّح                                                 | [ 12 ] [ 13 ] |      |